# Safet
Safet je moško osebno ime.

## Različice imena
- moške oblike imena:Safo
- ženske oblike imena:Safeta, Safa, Safete

## Izvor imena
Ime Safet je muslimansko ime, ki izhaja iz turškega imena Saffet oziroma Safvet, ki pa ga razlagajo iz arabske besede safwät, ki pomeni »najboljši del, elita, tudi čistoča«.

## Pogostost imena
Po podatkih Statističnega urada Republike Slovenije je bilo na dan 31. decembra 2007 v Sloveniji število moških oseb z imenom Safet: 488.